# Station Benningbroek-Sijbekarspel
Station Benningbroek-Sijbekarspel (afkorting Bns) is het spoorwegstation in het Westfriese Benningbroek. Het station is van het standaardtype van de HN, dateert uit 1887 en is gelegen aan de in datzelfde jaar geopende spoorlijn Hoorn – Medemblik van de voormalige Locaalspoorwegmaatschappij Hollands Noorderkwartier.
Het station werd geopend op 3 november 1887 en gesloten voor reizigersvervoer op 1 januari 1936. Van 29 mei 1940 tot 5 januari 1941 was het weer geopend voor reizigersvervoer. Het station bleef geopend voor goederenvervoer tot 1958. De eerste rit van de Stoomtram Hoorn-Medemblik vond plaats op 23 mei 1968. Sinds 1969 is er een regelmatige stoomtramdienst, die hier geen stopplaats heeft.
Het gebouw is in gebruik als particuliere woning en te vinden aan de Oosterstraat 9.